# Johan Detloff Collberg
Johan Detloff Collberg, född 1796 på Gotland, död 2 maj 1833, var en svensk konstnär.
Collberg var från 1824 verksam som porträttmålare i England. Han medverkade i Konstakademiens utställning 1824 med sju mansporträtt samt kopior av Rembrant och Guido Reni. Han avled 1833 på en hemresa till Sverige. På Militärsällskapet i Stockholm finns porträtt föreställande Erik XIV, Johan III, Sigismund samt Karl IX, vilka är utförda av Collberg som kopior av original.